# Piano caricatore

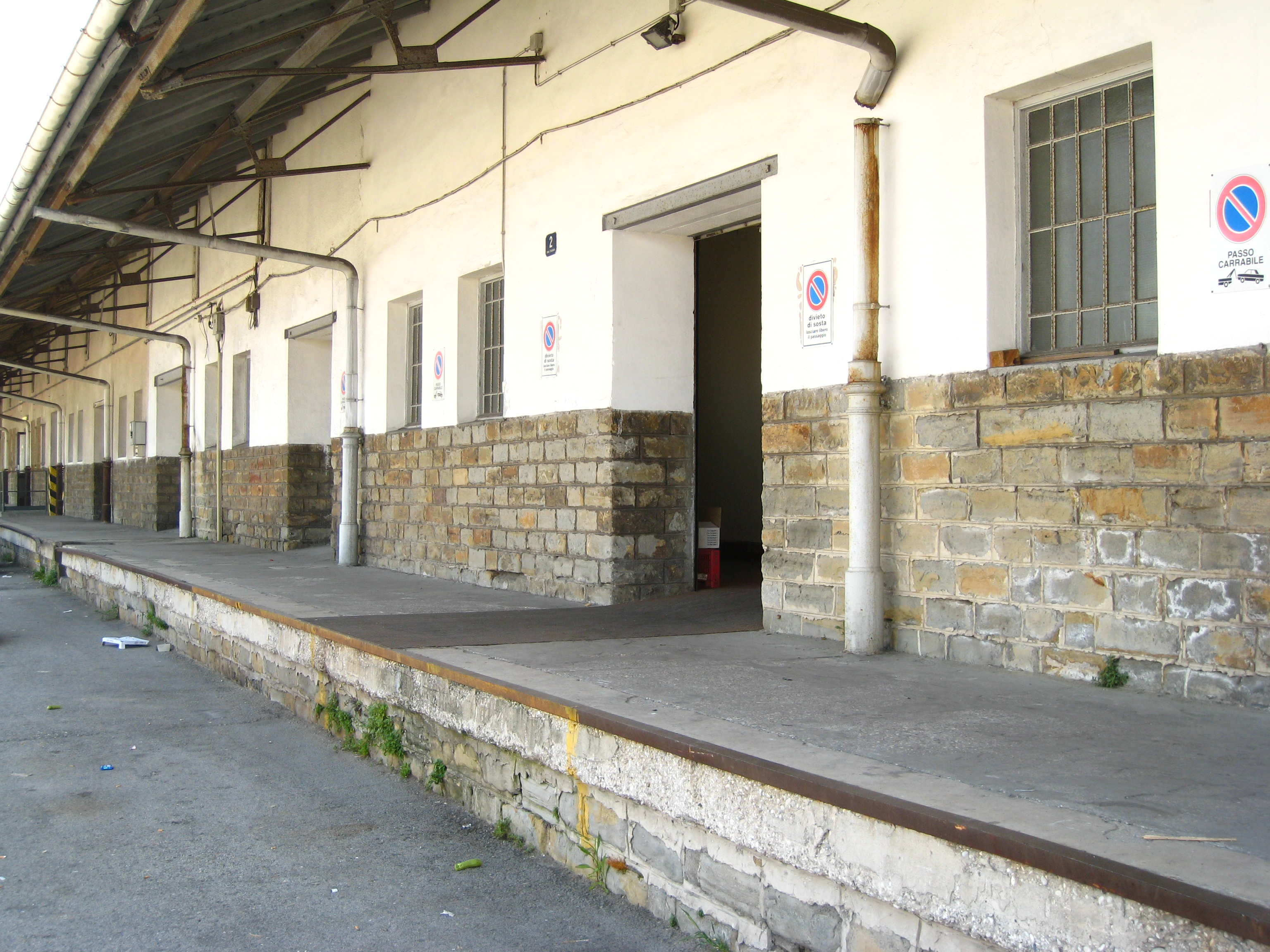
Un vecchio piano di carico

Il piano caricatore è un'infrastruttura tipicamente atta al carico e scarico delle merci sia in ambito ferroviario che del trasporto su strada.
Si tratta, di massima, di una lunga banchina di altezza standard che permette l'accesso diretto al piano di carico dei veicoli o dei carri ferroviari.
La dimensione di lunghezza è variabile e dipende dalla quantità di merci e veicoli che devono essere caricati contemporaneamente. L'altezza e la distanza dal piano del ferro deve essere strettamente rispettata nel caso di rotabile ferroviario perché possa liberamente circolare senza problemi. Nel caso dei piani di caricamento degli autocarri invece è importante solamente l'altezza da terra, mentre sono libere tutte le altre dimensioni.
Il piano caricatore può essere di tipo semplice o di tipo coperto; nel secondo caso in genere c'è una tettoia di copertura e un magazzino o deposito per le merci movimentate.

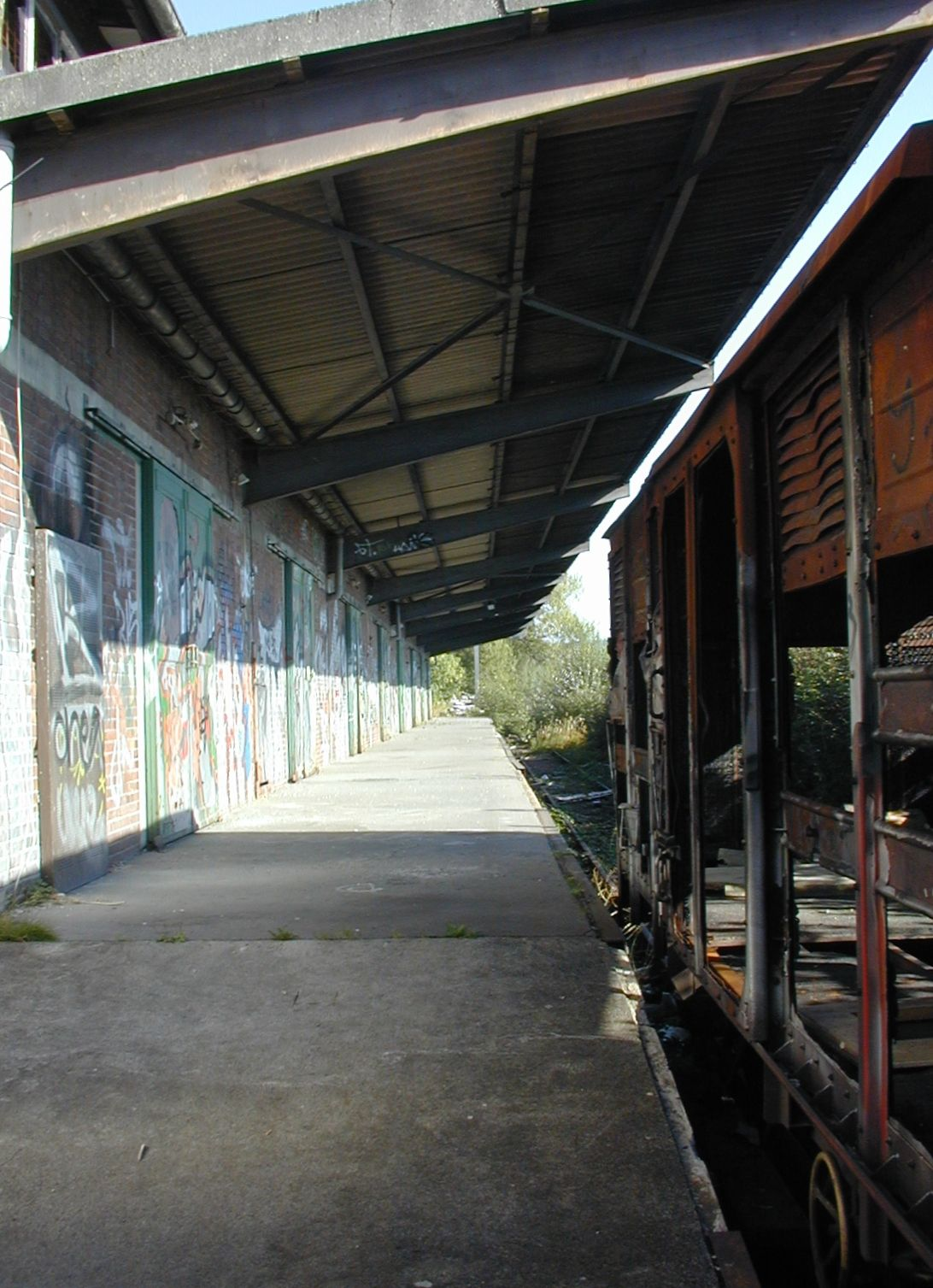
Il piano caricatore di Witten Est